# 365: Repeat the Year
365: Repeat the Year (Hangul: 365: 운명을 거스르는 1년; RR: Unmyungeul Geoseureuneun 1nyeon, lit.: 365: One Year Against Destiny), es una serie de televisión surcoreana transmitida del 23 de marzo del 2020 hasta el 28 de abril del 2020 por MBC TV.
La serie está basada en la novela "Repeat" (japonés: リピート) del escritor japonés Kurumi Inui (japonés: 乾くるみ).

## Sinopsis
La serie sigue a 10 personas: Ji Hyung-joo, Bae Jung-tae, Seo Yeon-soo, Go Jae-young, Shin Ga-hyun, Hwang No-seob, Choi Kyung-man, Cha Jeung-seok, Kim Se-rin y Park Young-gil, a quienes se les da la posibilidad de retroceder en el tiempo exactamente a un año atrás, con la esperanza de tener una vida mejor, sin embargo en el proceso todos los "reiniciadores" comienzan a sufrir de eventos misteriosos e inesperados cuando sus destinos comienzan a cambiar y retorcerse.
Ji Hyung-joo es un detective de la división de crímenes violentos, que solía trabajar como parte de la policía de tránsito hasta que fue ascendido después de arrestar a un criminal buscado. A siete años del cambio, Hyung-joo es una persona talentosa, que siempre sabe cómo relajarse. Aunque al principio está contento por tener la oportunidad de regresar en el tiempo por un año y "reiniciar" su vida, pronto comienza a buscar la verdad, cuando una serie de eventos misteriosos se producen dentro del grupo de personas que retrocede en el tiempo.

## Reparto

### Personajes principales
| Actor         | Personaje         | N.º de episodios | Notas |
| ------------- | ----------------- | ---------------- | --- |
| Lee Joon-hyuk | Det. Ji Hyung-joo | 24               | Es un detective de "Strong Team 1", la unidad de crímenes violentos desde hace siete años, aunque en ocasiones parece que está jugando, en realidad tiene la capacidad de recordar a las personas a las que sólo ha visto una vez, así como instinto natural para su trabajo. Es leal a los miembros de su equipo, a quienes considera familia. Cuando se le da la oportunidad de "reiniciar" su vida un año atrás, decide aceptar la oportunidad. |
| Nam Ji-hyun   | Shin Ga-hyun      | 24               | Es una artista de webtoon, quien durante los últimos tres años ha estado trabajando en su popular webtoon "Hidden Killer". Es una persona perfeccionista y adicta al trabajo, sin embargo cuando tiene un accidente repentino que hace que su vida toque fondo y se convierta en un infierno, decide aceptar la oferta de "reiniciar" su vida, con la esperanza de restablecer su vida.                                                            |
| Kim Ji-soo    | Psiq. Lee Shin    | 24               | Es una psiquiatra con un aire de autoridad y misterio, que le da a 10 personas la clave para restablecer su destino. |

### Personajes secundarios[16]
| Actor                | Personaje      | N.º de episodios | Notas |
| -------------------- | -------------- | ---------------- | --- |
| Yang Dong-geun       | Bae Jung-tae   | -                | Es un exconvicto con una adicción al juego que solía trabajar como prestamista. Así como uno de los que tiene la oportunidad de "reiniciar" su vida retrocediendo en el tiempo exactamente un año atrás. |
| Lee Si-a             | Seo Yeon-soo   | -                | Es una de las que tiene la oportunidad de "reiniciar" su vida retrocediendo en el tiempo exactamente un año atrás.                                                                                       |
| Ahn Seung-gyun       | Go Jae-young   | -                | Es uno de los que tiene la oportunidad de "reiniciar" su vida retrocediendo en el tiempo exactamente un año atrás.                                                                                       |
| Yoon Joo-sang        | Hwang No-seob  | -                | Es uno de los que tiene la oportunidad de "reiniciar" su vida retrocediendo en el tiempo exactamente un año atrás.                                                                                       |
| Im Ha-ryong          | Choi Kyung-man | -                | Es uno de los que tiene la oportunidad de "reiniciar" su vida retrocediendo en el tiempo exactamente un año atrás.                                                                                       |
| Jung Min-sung        | Cha Jeung-seok | -                | Es uno de los que tiene la oportunidad de "reiniciar" su vida retrocediendo en el tiempo exactamente un año atrás.                                                                                       |
| Lee Yoo-mi           | Kim Se-rin     | -                | Es una de las que tiene la oportunidad de "reiniciar" su vida retrocediendo en el tiempo exactamente un año atrás.                                                                                       |
| Im Hyun-soo (임현수) | Han Woo-jin    | -                | |
| Ryu Tae-ho           | Heo Jang-il    | -                | Es el líder y miembro del "Strong Team 1", quien cuida cuidadosamente a su equipo. |
| Yoon Hye-ri          | Jin Sa-kyung   | -                | Es una miembro del "Strong Team 1", que posee una gran fuerza. |
| Lee Sung-wook        | Park Sun-ho    | -                | Es un veterano detective y miembro del "Strong Team 1", así como una figura a seguir para Ji Hyung-joo, quien siempre es el primero en llegar a la escena del crimen.                                    |
| Ryeoun               | Nam Soon-woo   | -                | Es un novato detective y miembro del "Strong Team 1", que admira a su equipo. |
| Min Do-hee           | Min Joo-young  | -                | [ 18 ] |

### Otros personajes
| Actor                  | Personaje        | N.º de episodios | Notas                                                          |
| ---------------------- | ---------------- | ---------------- | -------------------------------------------------------------- |
| Lee Tae-vin            | Choi Young-woong | 12-20            | Es el novio de Kim Se-rin.                                     |
| Kim Ha-kyung           | So Hye-in        | -                |                                                                |
| Ahn Min-young (안민영) | Song Ji-hyun     | -                | Es la asistente de la psiquiatra Lee Shin, a quien le es leal. |
| Sung Hyuk              | Kim Dae-sung     | 3-6, 9           | Es un dermatólogo.                                             |
| Baek Soo-jang          | Oh Myung-chul    | -                |                                                                |
| Oh Hee-joon            | Goo Seung-min    |                  |                                                                |

### Apariciones especiales
| Actor        | Personaje      | Episodios donde apareció | Notas |
| ------------ | -------------- | ------------------------ | --- |
| Yoo Gun      | -              | 1-2                      | Es un estafador.                                                                                                   |
| Jeon Seok-ho | Park Young-gil | 1-3                      | Es uno de los que tiene la oportunidad de "reiniciar" su vida retrocediendo en el tiempo exactamente un año atrás. |

## Episodios
La serie está conformada por 24 episodios, los cuales fueron emitidos todos los lunes y martes (dos episodios por día) a las 20:55 (KST).

### Raitings
Los números en color rojo indican las calificaciones más bajas, mientras que los números en azul indican las calificaciones más altas.
| Episodio | Fecha de emisión    | Participación promedio de audiencia | Participación promedio de audiencia | Participación promedio de audiencia |
| Episodio | Fecha de emisión    | AGB Nielsen                         | AGB Nielsen                         | TNmS                                |
| Episodio | Fecha de emisión    | A escala nacional                   | Seúl                                | A escala nacional                   |
| -------- | ------------------- | ----------------------------------- | ----------------------------------- | ----------------------------------- |
| 1        | 23 de marzo de 2020 | 4.0% (NR)                           | 4.2% (NR)                           | 3.4%                                |
| 2        | 23 de marzo de 2020 | 4.9% (NR)                           | 5.3% (NR)                           | 4.6%                                |
| 3        | 24 de marzo de 2020 | 4.4% (NR)                           |                                     | N/A                                 |
| 4        | 24 de marzo de 2020 | 5.0% (NR)                           | 5.2% (20.ª)                         | N/A                                 |
| 5        | 30 de marzo de 2020 | 4.1% (NR)                           | N/A                                 |                                     |
| 6        | 30 de marzo de 2020 | 4.5% (NR)                           | N/A                                 |                                     |
| 7        | 31 de marzo de 2020 | 4.2% (NR)                           | N/A                                 |                                     |
| 8        | 31 de marzo de 2020 | 5.1% (20.ª)                         | 5.7% (17.ª)                         |                                     |
| 9        | 6 de abril de 2020  | 4.0% (NR)                           | N/A                                 |                                     |
| 10       | 6 de abril de 2020  | 4.5% (NR)                           | N/A                                 |                                     |
| 11       | 7 de abril de 2020  | 4.2% (NR)                           | N/A                                 |                                     |
| 12       | 7 de abril de 2020  | 4.7% (NR)                           | N/A                                 |                                     |
| 13       | 13 de abril de 2020 | 3.7% (NR)                           | N/A                                 |                                     |
| 14       | 13 de abril de 2020 | 4.1% (NR)                           | N/A                                 |                                     |
| 15       | 14 de abril de 2020 | 3.6% (NR)                           | N/A                                 |                                     |
| 16       | 14 de abril de 2020 | 4.2% (NR)                           | N/A                                 |                                     |
| 17       | 20 de abril de 2020 | 3.5% (NR)                           | N/A                                 |                                     |
| 18       | 20 de abril de 2020 | 4.5% (NR)                           | N/A                                 |                                     |
| 19       | 21 de abril de 2020 | 3.9% (NR)                           | N/A                                 |                                     |
| 20       | 21 de abril de 2020 | 4.7% (NR)                           | N/A                                 |                                     |
| 21       | 27 de abril de 2020 | 4.4% (NR)                           | N/A                                 |                                     |
| 22       | 27 de abril de 2020 | 4.9% (NR)                           | N/A                                 |                                     |
| 23       | 28 de abril de 2020 | 4.3% (NR)                           | N/A                                 |                                     |
| 24       | 28 de abril de 2020 | 4.5% (NR)                           | N/A                                 |                                     |
| Promedio | Promedio            | 4.3%                                | %                                   | %                                   |

## Música

### Parte 1
| No. | Intérprete | Canción         | Letra  | Canción | Duración |
| --- | ---------- | --------------- | ------ | ------- | -------- |
| 1   | Murmur     | "Paris"         | Murmur | Murmur  | 3:44     |
| 2   | -          | "Paris" (Inst.) | -      | -       | -        |

### Parte 2
| No. | Intérprete | Canción                | Letra        | Canción      | Duración |
| --- | ---------- | ---------------------- | ------------ | ------------ | -------- |
| 1   | Say'Z      | "Into My Life"         | Major League | Major League | 4:01     |
| 2   | -          | "Into My Life" (Inst.) | -            | -            | 4:01     |

### Parte 3
| No. | Intérprete | Canción                                   | Letra                   | Canción                                   | Duración |
| --- | ---------- | ----------------------------------------- | ----------------------- | ----------------------------------------- | -------- |
| 1   | Noel       | "Looking For My Life" (또 다른 나를 찾아) | Park Se-joon y Han Joon | Jang Young-soo, 4Batter, Glody) y Vulcan4 | 3:39     |
| 2   | -          | "Looking For My Life" (Inst.)             | -                       | -                                         | 3:39     |

### Parte 4
| No. | Intérprete     | Canción               | Letra                         | Canción                       | Duración |
| --- | -------------- | --------------------- | ----------------------------- | ----------------------------- | -------- |
| 1   | Yang Dong-Geun | "Come Inside"         | Major League y Yang Dong-Geun | Major League y Yang Dong-Geun | 3:38     |
| 2   | -              | "Come Inside" (Inst.) | -                             | -                             | 3:38     |

## Premios y nominaciones
| Año  | Categoría                                                                    | Premio               | Nominado (a)  | Resultado |
| ---- | ---------------------------------------------------------------------------- | -------------------- | ------------- | --------- |
| 2020 | Excellence Award for an Actor in a Monday-Tuesday Drama or Short Drama       | 39th MBC Drama Award | Lee Joon-hyuk | Ganó      |
| 2020 | Top Excellence Award for an Actress in a Monday-Tuesday Drama Or Short Drama | 39th MBC Drama Award | Nam Ji-hyun   | Ganó      |
| 2020 | Best Supporting Actor                                                        | 39th MBC Drama Award | Lee Sung-wook | Ganó      |

## Producción
La serie fue desarrollada por Kim Sung-mo y está basada en la novela "Repeat" del novelista japonés Kurumi Inui, publicada en octubre del 2004 por Bungeishunju.
También es conocida como "365: A Year of Defying Fate" y "365: One Year Against Destiny".
Fue dirigida por Kim Kyung-hee (김경희), quien contó con el apoyo de los guionistas Lee Seo-yun (이서윤) y Lee Soo-kyung (이수경).
La primera lectura del guion fue realizada en diciembre del 2019, mientras que la conferencia de prensa realizada el 23 de marzo del 2020.
La serie también contó con el apoyo de la compañía de producción "HB Entertainment".